# フンコアン駅
フンコアン駅（ベトナム語：Ga Phùng Khoang / 𥩤馮珖?）はベトナムのハノイ市ハドン区に位置するハノイ都市鉄道の駅である。

## 利用可能な路線
ハノイ都市鉄道
2A号線

## 隣の駅
ハノイ都市鉄道
2A号線
第3環状線駅 - フンコアン駅 - ヴァンクアン駅